# Saint-Mary's 24
St. Mary's 24 est une réserve indienne du comté d'York, à l'ouest de la province canadienne du Nouveau-Brunswick.

## Géographie
Saint-Mary's 24 est situé sur la rive gauche du fleuve Saint-Jean.

## Administration

### Représentation et tendances politiques
Nouveau-Brunswick: Saint-Mary's 24 fait partie de la circonscription provinciale de Fredericton-Fort Nashwaak, qui est représentée à l'Assemblée législative du Nouveau-Brunswick par Pam Lynch, du Parti progressiste-conservateur. Elle fut élue lors de l'élection de 2010.
 Canada: Saint-Mary's 24 fait partie de la circonscription fédérale de Fredericton. Cette circonscription est représentée à la Chambre des communes du Canada par Keith Ashfield, du Parti conservateur.

## Infrastructures et services
La Chief Harold Sappier Memorial Elementary est une école des Premières nations accueillant les élèves de la maternelle à la 5e année.